# Lesueurigobius suerii
Lesueurigobius suerii és una espècie de peix de la família dels gòbids i de l'ordre dels perciformes.

## Morfologia
- Els mascles poden assolir 5 cm de longitud total.[1][2]

## Hàbitat
És un peix marí, de clima subtropical i demersal que viu fins als 337 m de fondària.

## Distribució geogràfica
Es troba a l'Atlàntic oriental (el Marroc i les Illes Canàries) i la Mediterrània.

## Observacions
És inofensiu per als humans.